# Błękitni Stargard
Błękitni Stargard – polski klub piłkarski ze Stargardu, w sezonie 2024/2025 występujący w III lidze grupie II.

## Historia klubu

### 1945 – założenie klubu
18 maja 1945 zawiązano w Stargardzie klub sportowy. Wyjątkowy, bo pierwszy na Pomorzu Zachodnim. Klub powstał z inicjatywy lekkoatlety Tadeusza Świniarskiego. Przed wojną był on zawodnikiem poznańskiej Warty. W Stargardzie nazywano go „latającym prezesem”. Aktywnie bowiem uczestniczył z życiu sportowym i był czynnym zawodnikiem.
Pierwszy mecz drużyna piłki nożnej rozegrała z jednostką radziecką. Mecz o tyle istotny, że po zakończeniu w lokalu przy dawnej ulicy Armii Czerwonej zebrała się grupa osób, spośród których wyłoniono zarząd klubu. W zarządzie znaleźli się oprócz T. Świniarskiego jeszcze F. Głuch, S. Hoffmann i J. Cholewa.

### Mecze w Stalagu
Jeszcze bez nazwy z pełnym zapałem do tworzenia sportu zarząd przystąpił do tworzenia drużyny piłkarskiej. Zawody, podczas których wyłoniono reprezentacje, odbyły się 25 maja na boisku przy ulicy Łużyckiej. Wówczas Stargard dopiero rodził się jako miasto. Oprócz niezwykle trudnych warunków bytowych, dopiero zaczynali falowo napływać tu mieszkańcy. Do 9 czerwca w mieście zameldowano zaledwie 986 osób. Ten niecały tysiąc to byli ci, którzy wszystko zaczynali tu jako pierwsi. W gronie tym byli także sportowcy. Część z nich miała wcześniejsze doświadczenia. Z obozów jenieckich, także ze Stalagu II D, który był w Stargardzie pochodzili niektórzy z pierwszych zawodników. W Stalagu zresztą także odbywały się mecze piłkarskie.
W pierwszej stargardzkiej reprezentacji wyłonionej w maju 1945 było kilku zawodników „Czarnych” Lwów. Piłkarze ci chcieli zachować nazwę klubu, ale ówczesna rzeczywistość podyktowała inną nazwę. W Łodzi do której Stanisław Cieślak pojechał po koszulki, udało się dostać stroje w kolorze błękitnym. I tak właśnie powstała nazwa klubu „Błękitni”, która obowiązuję do dzisiaj.
Pierwszy oficjalny mecz, już po powstaniu drużyny, miał miejsce w czerwcu 1945. Na boisku przy placu Majdanek jednostka wojsk radzieckich przegrała z „Błękitnymi” 4:2. Pierwszego z czterech goli strzelił Józef Cholewa. Po tym meczu przyszła kolej na następne.
W wyjazdowym spotkaniu podczas obchodów dożynek w Koszalinie we wrześniu, w finale turnieju „Błękitni” zremisowali z Jednostką Wojsk Polskich z Gryfic. Do najważniejszych meczów rozegranych sześćdziesiąt lat temu należało spotkanie w Koszalinie. Rozeszło się ono szerokim echem w miejscowej prasie. „Wieści” w numerze z 26 września 1945 pisały o meczu wygranym przez „Błękitnych” 3:1.
„Ubiegła niedziela była bezsprzecznie dniem przełomowym w naszym młodym organizującym się dopiero na Ziemiach Zachodnich sporcie. Zapoczątkowane przez piłkarzy życie sportowe naszego miasta i powiatu z pewnością ogarnie całą młodzież, rozwijając dalsze sekcje i gałęzie sportu”
„Od dłuższego już czasu przygotowaną przez niestrudzonego prezesa Świniarskiego Winiarskiego kapitana sportowego Milera, tutejsza drużyna piłki nożnej odniosła w wojewódzkim mieście Koszalinie pierwszy swój sukces, bijąc bodajże najmocniejszy zespół Pomorza zachodniego. Zwycięstwo jest tym cenniejsze, że reprezentacja naszego miasta nie wystąpiła w swym ewidentnym składzie, a grupowała się wyłącznie z K.P. „Błękitni”.
(…) Bezsprzecznie najlepszymi formacjami naszej drużyny był szybki i na wysokim poziomie technicznym stojący atak oraz „głębokie” tyły t.j. obrona (niezawodny Mikulski) i bramkarz Polkowski, któremu przy intensywnym treningu rokujemy dużą przyszłość, tym bardziej, uż jest to najmłodszy reprezentant naszego zespołu. Najpewniejszą pozycję stanowi w zespole Mikulski, spokojny, inteligentny, który imponował wykopem oraz techniką krycia i ustawiania się. Przy jego boku ambitny Miler wypadł dobrze. Musi jednak nabrać szybkości. Samatak, oprócz pięknym zagrań w pierwszej części i końcówce, stojących naprawdę na poziomie Ligi Okręgowej, wykazał się jedynie brakiem kondycji, co bezwzględnie usuniętym zostanie razjonajlą, a i systematyczną zaprawą. Dobra dyspozycja strzałowa i pociągnięcia prawej strony (inż. Łozowicz, por. Konecki, Ratajczak) stwarzała raz po raz niebezpieczne sytuacje pod bramką Rozalina. Jankowski i Pechorzewski stali zawsze na wysokości zadania. Reprezentacja Koszalina mimo iż do przerwy oddała całkowicie inicjatywę w ręce Starogrodu, prowadziła grę otwartą wykazując twardość ambicje”.
Mecz rewanżowy, który odbył się tydzień później w Starogrodzie, zakończył się porażką „Błękitnych”.

### 1981/1982 – awans do II ligi
Zespół Błękitnych na swój pierwszy sukces czekał do 1981, gdzie w ówczesnej III lidze zajęli oni 2. miejsce nieznacznie przegrywając z Gryfem Słupsk. W klubie były wielkie ambicje do tego, by w pierwszym sezonie wypaść jak najlepiej. Nie przełożyło się to jednak na wyniki.
Drużyna Błękitnych trafiła do Grupy I, gdzie miała naprzeciwko takich rywali jak m.in. GKS Katowice, Stal Szczecin, czy Odra Opole (spadkowicza z I ligi). Wszystkie drużyny w tamtym czasie były zbyt mocne dla klubu ze Stargardu, jednak zdarzało się, że Błękitni potrafili zawalczyć jak równy z równym. Ostatecznie drużyna zajęła przedostatnie 15. miejsce w lidze z dorobkiem tylko 17 punktów i spadła z powrotem do III ligi.

### 2001/2002 – awans do III ligi
Po wielu latach przenoszenia się między III a IV ligą Piłkarską przełom nastąpił w 2001. Błękitni będąc wzmocnieni kilkoma dobrymi nazwiskami bardzo poważnie postawili sobie za cel awans do III ligi. Trener Zbigniew Kozłowski miał jedynie nadzieję, że zespół nie poczuje się zbyt pewnie i nie dadzą się pokonać ''słabszym zespołom''. Te obawy zostały szybko wymazane, gdyż klub nie zawiódł swoich kibiców i bez żadnych problemów Po rundzie jesiennej zespół miał 52 punkty z dorobkiem 15 zwycięstw, 1 remisu i 3 porażek. Trener wiedział, że utrzymanie takiej formy będzie trudne, zwłaszcza że rywale wtedy nie odpuszczali. Ale klub nawet na chwilę nie odpuścił z walki o jak najwyższy wynik punktowy. Tym razem z jedynie 2 porażkami (z Wybrzeżem Rewal oraz Iną Goleniów), Błękitni na spokojnie dopięli swój cel awansu do III ligi. Błękitni zdobyli 97 punktów i wygrali grupę mając 7 punktów przewagi nad drugą Zorzą Dobrzany. Błękitni wierzyli, że przyszły sezon będzie jeszcze lepszy.

### 2002/2003 – awans do II ligi
Kolejny sezon również obfitował w duże obietnice klubu. Zarząd miał nadzieje na co najmniej środek III ligi, która była wtedy podzielona na regiony Pomorza Zachodniego, Pomorza, Wielkopolski oraz Kujaw. Klub obawiał się trochę o stan budżetu klubu, gdyż wtedy zaczynały się problemy z brakiem opłat. Jednak to trener Kozłowski nie zwracał uwagi na to i robił to co było mu postawione – ulepszał zespół. I ulepszał na tyle, że zespół według fachowców był stawiany w roli nawet kandydata do awansu, i się nie mylili. Po rundzie jesiennej, która liczyła 15 kolejek, Błękitni zrobili to co rok wcześniej, znów prowadzili w lidze, tym razem z dorobkiem 37 punktów co przekładało się na 11 zwycięstw i 4 remisy oraz na przewagi 8 pkt nad drugą Unią Tczew. Prezes klubu Mirosław Dawidowicz, zauważył, że trenerowi brakuje asystenta, który mógłby doradzić przy odpowiednim ustawieniu. Dlatego w lutym 2003 do Kozłowskiego dołączył Andrzej Wiśniewski. Okazało się, że dwie osoby nie zawsze znaczą lepiej, gdyż zespół na samym początku głównie remisował, jednak na kwiecień zespół odzyskał dawną formę i już potem się nie dali rywalom wygrywając ligę i po raz drugi z rzędu awansując tym razem na zaplecze Ekstraklasy. Błękitni zdobyli w tamtym sezonie 66 punktów, i o 5 wyprzedzili drugą Flotę Świnoujście, a ich bilans to było 20 zwycięstw, 6 remisów oraz 4 porażki.

### 2003/2004 – nieudana przygoda z zapleczem Ekstraklasy
Kolejny sezon był debiutanckim dla ekipy piłkarskiej ze Stargardu. Jednak w tamtym sezonie rodziły się czarne chmury nad zespołem spowodowane coraz to większym problemami finansowymi i utrzymującym się zainteresowaniem kibiców na drużynę koszykarską ''Spójni''. Na dodatek z klubu odeszli Kozłowski i Wiśniewski, więc klub awaryjnie musiał szukać jakiegoś nowego trenera. Padło na Jerzego Engela Jr, syna słynnego Jerzego Engela. Ten zamierzał sprowadzić zawodników, którzy będą decydować o sile klubu. W tamtym sezonie do Błękitni m.in. dołączyli Krzysztof Kotorowski (ściągnięty z Grodziska Wielkopolskiego), oraz Jakub Wawrzyniak (ściągnięty ze Sparty Brodnica). Wydawało się, że wszystko idzie jak należy, jednak rzeczywistość była brutalna. Potyczki z wielokrotnymi mistrzami Polski czy z uczestnikami I ligi wyraźnie wtedy pokazały, że Błękitni nie są gotowi na II ligę. Dorobek zaledwie 5 pkt po rundzie jesiennej stanowił idealne odzwierciedlenie różnicy pomiędzy III a II ligą. Później okazało się, że Błękitni tamtego sezonu dokończyć nie mogli. Zbyt duże problemy finansowe spowodowały, że Błękitni musieli się wycofać z II ligi, a ich wszystkie wyniki zostały anulowane lub zweryfikowane na walkower 3-0. Błękitni w tamtym sezonie nie byli pierwszymi, których wtedy dopadł kryzys finansowy, gdyż za klubem ze Stargardu podążyli Stasiak Opoczno, KSZO Ostrowiec Świętokrzyski, czy pierwotnie Pogoń Szczecin (która potem wystąpiła dzięki licencji Piotrcovii Piotrków Trybunalski). Zespół musiał wymyślić coś, by wyjść z kryzysu, i większość zawodników i trenerów odeszła z zespołów. Jakub Wawrzyniak po latach potem w wywiadzie stwierdził, że w klubie było tak źle, że niektórzy głodowali i musieli jakoś sami dorabiać:
''Byliśmy na grzybach, ale tylko dlatego, że trener uznał, że będzie to dla nas forma relaksu. W lidze przegrywaliśmy mecz za meczem, chciał nas od tego odciągnąć. Nie zbieraliśmy grzybów, żeby się żywić. Zajadaliśmy się za to pierogami, kiedy klubu nie stać już było na opłacenie nam obiadów. Kupowaliśmy hurtowo w sklepie i gotowaliśmy w pokoju u masażysty. Ale jak słucham opowieści Leszka Ojrzyńskiego (wtedy drugi trener Błękitnych) o tym, że łykałem te pierogi jak indor, to... czekam na mecz z Koroną. Wyjaśnimy to sobie z trenerem (śmiech). Wokół naszego pobytu w Błękitnych narosło wiele legend''.
Jak potem się okazało klub był zadłużony na co najmniej 1,5 mln zł, a w tamtym czasie było niemożliwe dostanie takich pieniędzy.

### Sukcesy
- 15. miejsce w II lidze – 1981/82[1],

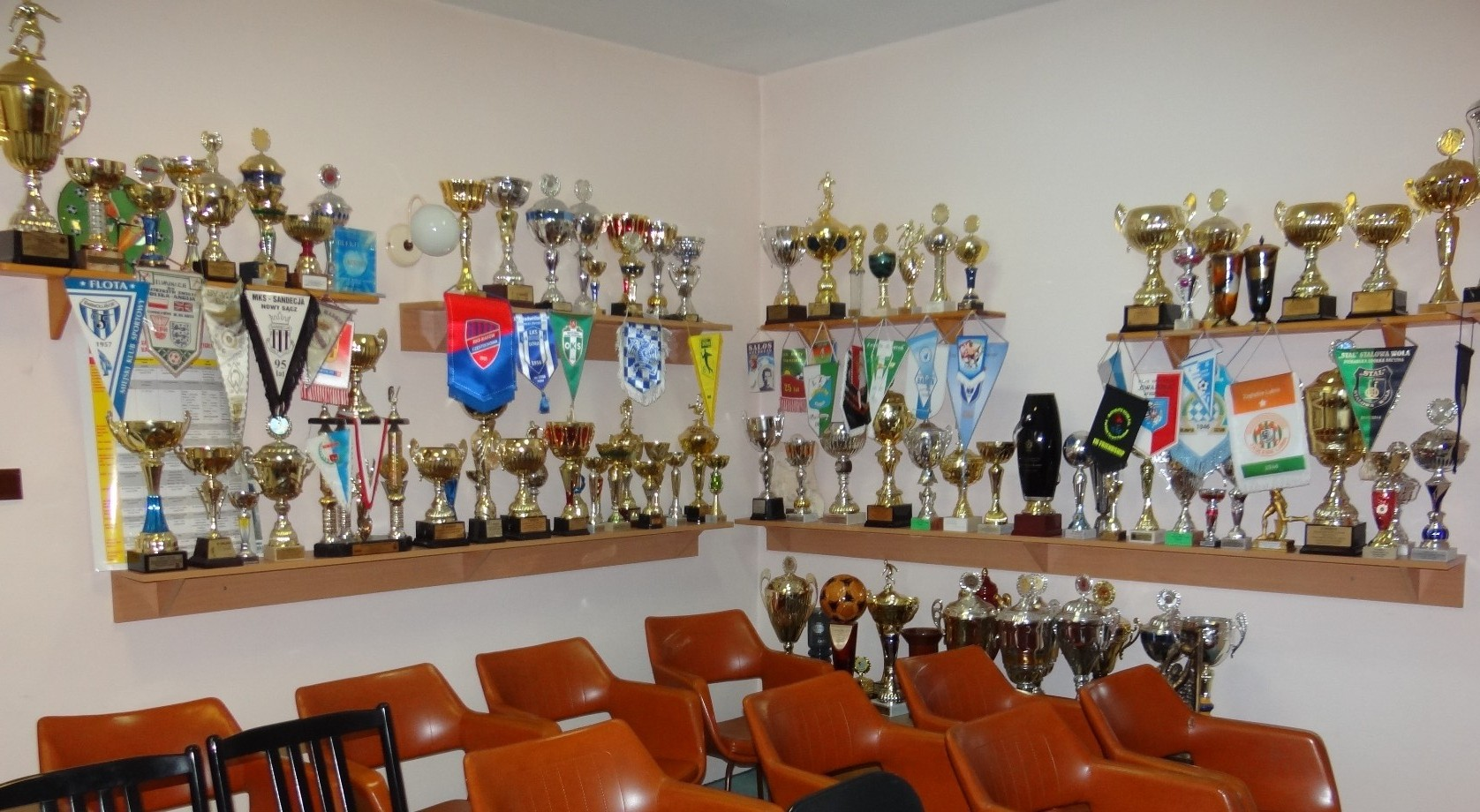
Puchary zdobyte przez Błękitnych

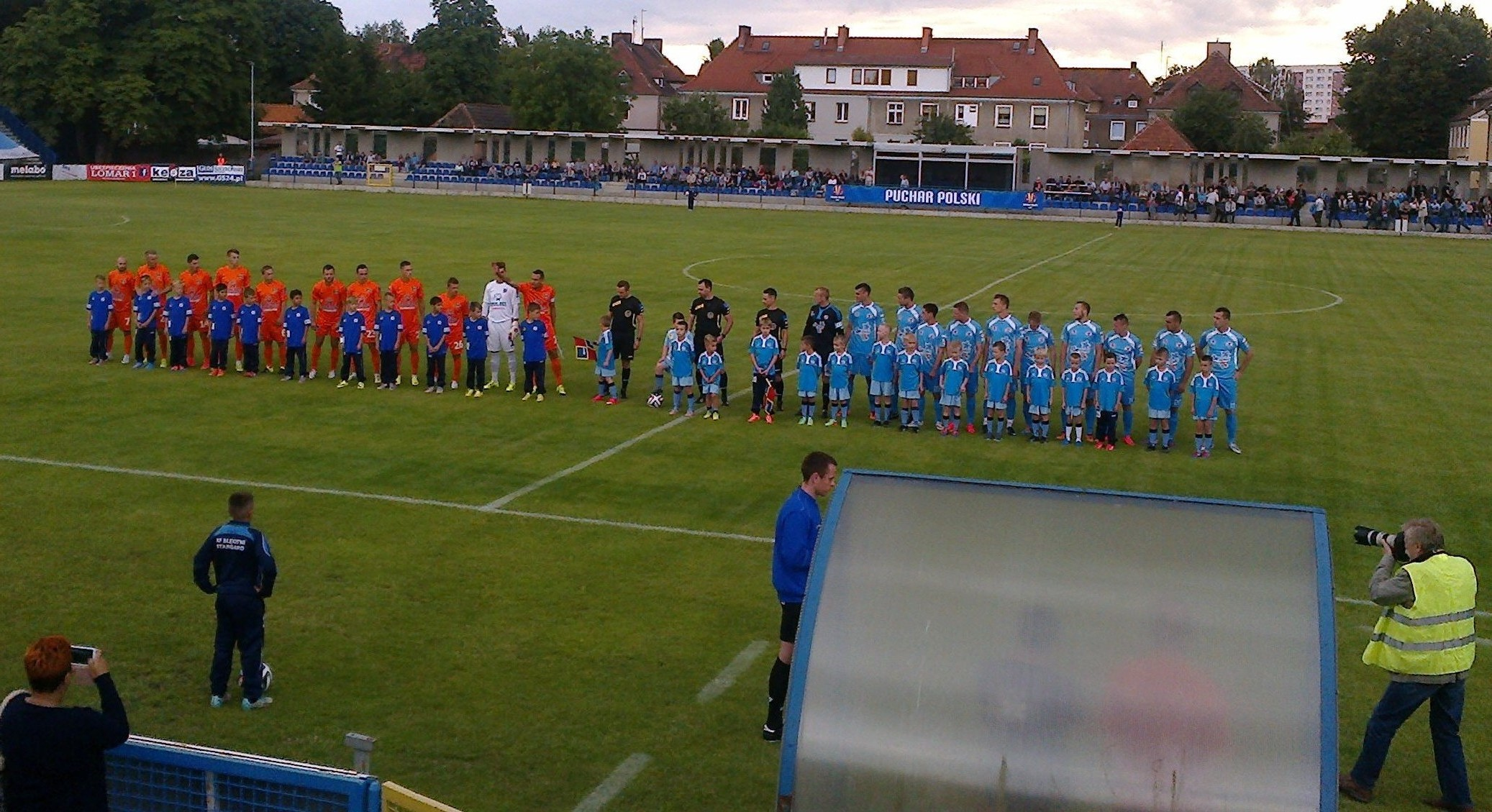
1/32 finału Pucharu Polski, Błękitni Stargard 2:1 Bruk-Bet Termalica, Stargard – 29.07.2015

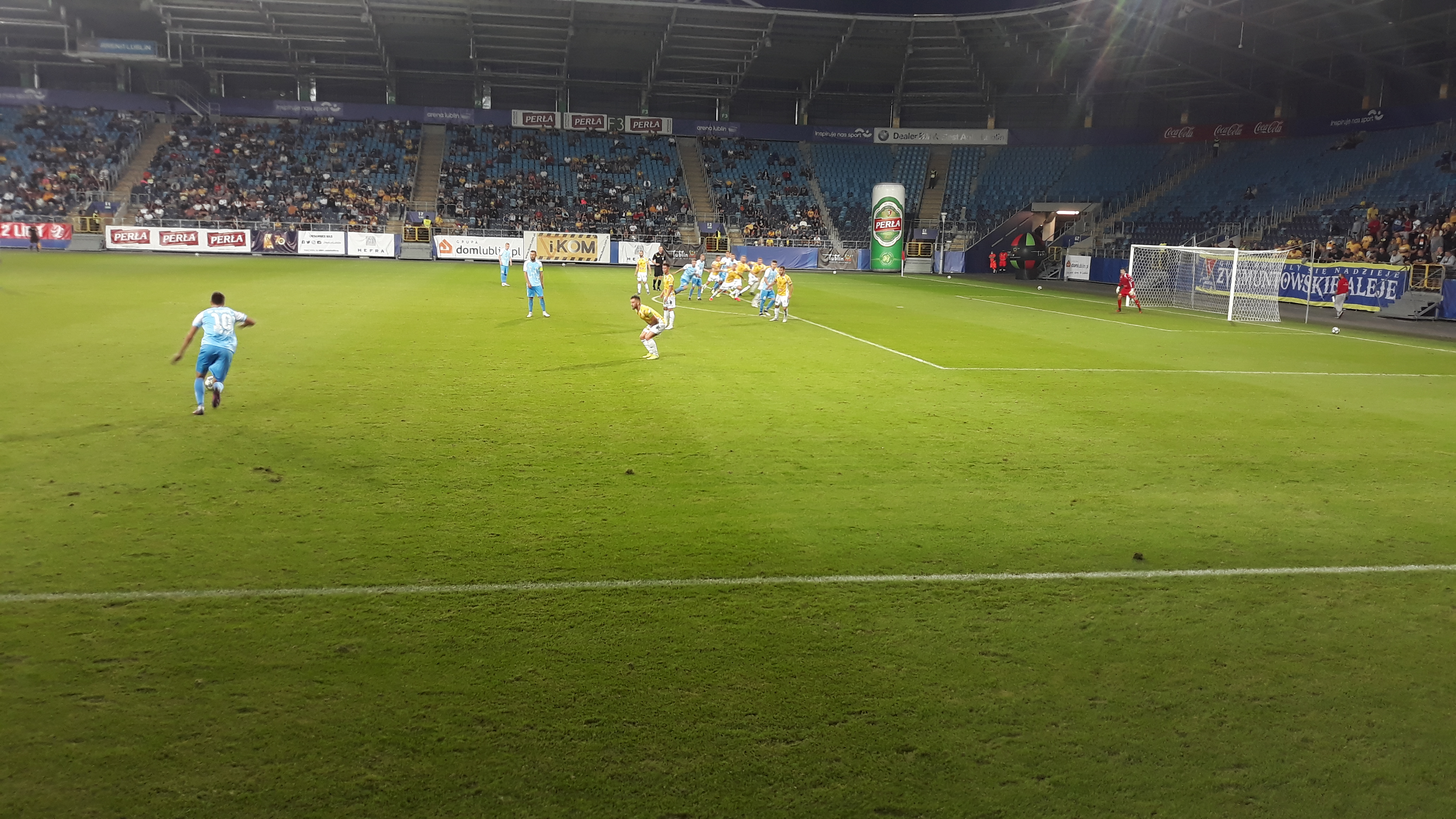
Mecz wyjazdowy Błękitnych z Motorem Lublin w 2020 roku

- 4. miejsce w nowej II lidze – 2013/2014 (grupa zachodnia),
- 1/2 finału Pucharu Polski – 2014/15[1],
- Puchar Polski OZPN Szczecin – 1982/83, 1984/85, 1985/86, 1991/92, 1999/00.

### Klub w rozgrywkach ligowych
| Sezon   | Liga                                  | Pozycja | Punkty | Bramki | Uwagi                                 |
| ------- | ------------------------------------- | ------- | ------ | ------ | ------------------------------------- |
| 1990/91 | III liga (szczecińska)                | 2       | 38     | 49-25  |                                       |
| 1991/92 | III liga (szczecińska)                | 4       | 35     | 59-20  |                                       |
| 1992/93 | III liga (poznańska)                  | 10      | 33     | 56-42  |                                       |
| 1993/94 | III liga (poznańska)                  | 7       | 41     | 45-38  |                                       |
| 1994/95 | III liga (poznańska)                  | 5       | 38     | 45-42  |                                       |
| 1995/96 | III liga (poznańska)                  | 5       | 58     | 56-40  |                                       |
| 1996/97 | III liga (poznańska)                  | 8       | 49     | 57-31  |                                       |
| 1997/98 | III liga (szczecińska)                | 10      | 50     | 49-38  | spadek                                |
| 1998/99 | IV liga (Koszalin-Szczecin)           | 2       | 89     | 131-30 |                                       |
| 1999/00 | IV liga (Koszalin-Szczecin)           | 1       | 93     | 144-23 | awans                                 |
| 2000/01 | III liga (II)                         | 16      | 51     | 67-56  | spadek                                |
| 2001/02 | IV liga (zachodniopomorska)           | 1       | 97     | 132-32 | awans                                 |
| 2002/03 | III liga (2)                          | 1       | 66     | 58-22  | awans                                 |
| 2003/04 | II liga                               | –       | 5      | 7-27   | drużyna wycofana po rundzie jesiennej |
| 2004/05 | IV liga (zachodniopomorska)           | 4       | 54     | 68-56  |                                       |
| 2005/06 | IV liga (zachodniopomorska)           | 9       | 47     | 71-51  |                                       |
| 2006/07 | IV liga (zachodniopomorska)           | 2       | 67     | 81-40  |                                       |
| 2007/08 | IV liga (zachodniopomorska)           | 5       | 60     | 69-44  |                                       |
| 2008/09 | III liga (pomorsko-zachodniopomorska) | 2       | 58     | 67-26  | [ b ] [ c ] [ 2 ]                     |
| 2009/10 | III liga (pomorsko-zachodniopomorska) | 7       | 43     | 56-52  |                                       |
| 2010/11 | III liga (pomorsko-zachodniopomorska) | 2       | 57     | 51-28  |                                       |
| 2011/12 | III liga (pomorsko-zachodniopomorska) | 7       | 40     | 37-39  |                                       |
| 2012/13 | III liga (pomorsko-zachodniopomorska) | 1       | 61     | 57-28  | awans                                 |
| 2013/14 | II liga (zachodnia)                   | 4       | 55     | 58-40  |                                       |
| 2014/15 | II liga                               | 6       | 55     | 46-42  |                                       |
| 2015/16 | II liga                               | 12      | 42     | 37-36  |                                       |
| 2016/17 | II liga                               | 7       | 45     | 45-39  |                                       |
| 2017/18 | II liga                               | 14      | 41     | 35-39  |                                       |
| 2018/19 | II liga                               | 12      | 41     | 41-51  |                                       |
| 2019/20 | II liga                               | 12      | 47     | 54-53  |                                       |
| 2020/21 | II liga                               | 18      | 36     | 36-66  | spadek                                |
| 2021/22 | III liga (grupa II)                   | 9       | 45     | 48-54  |                                       |
| 2022/23 | III liga (grupa II)                   | 12      | 42     | 46-45  |                                       |
| 2023/24 | III liga (grupa II)                   | 5       | 55     | 80-62  |                                       |
| 2024/25 | III liga (grupa II)                   | 2       | 63     | 78-45  | [ c ]                                 |

| Oznaczenie kolorami   |
| --------------------- |
| drugi poziom ligowy   |
| trzeci poziom ligowy  |
| czwarty poziom ligowy |
| piąty poziom ligowy   |
| szósty poziom ligowy  |
| siódmy poziom ligowy  |

### Stadion

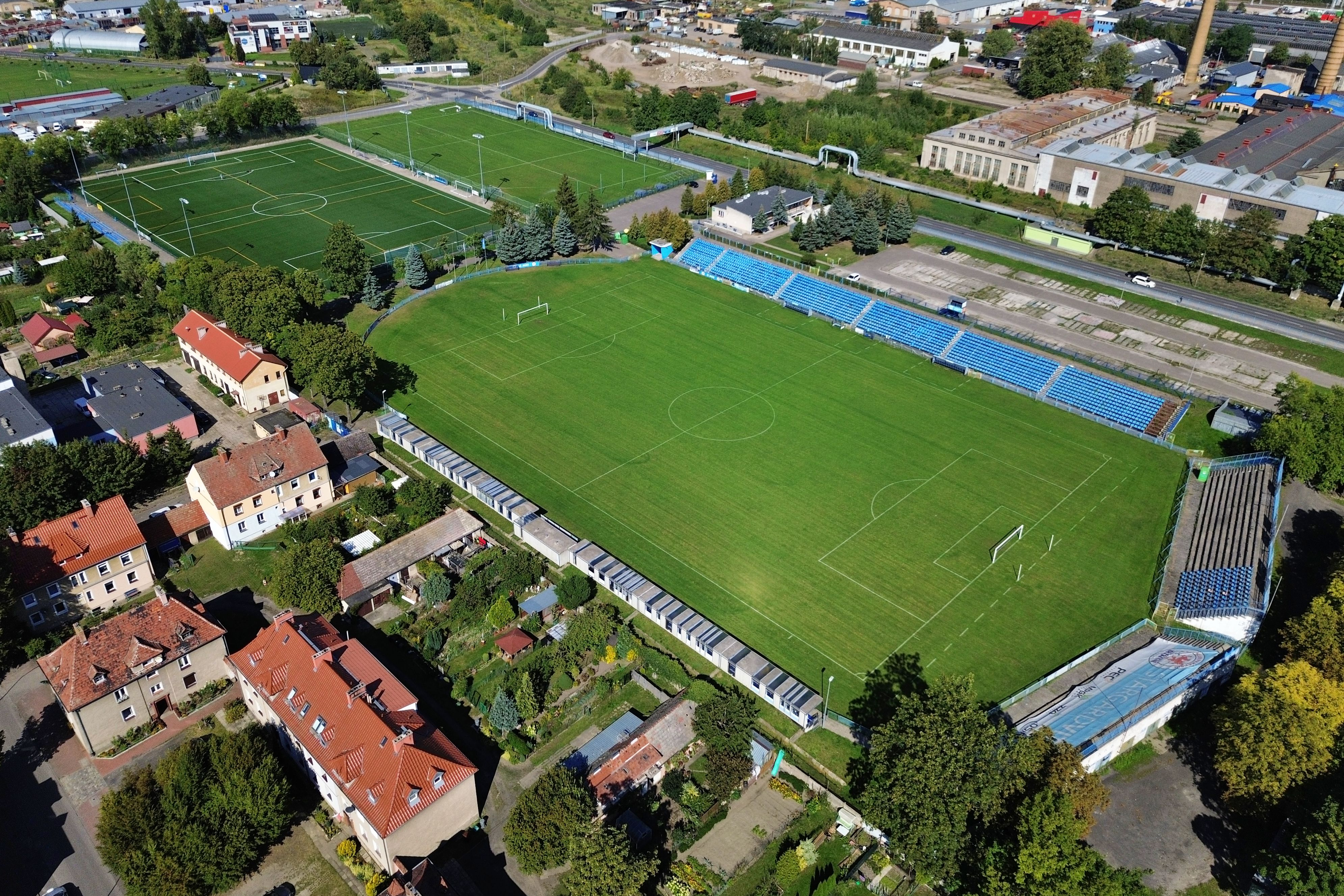
Stadion Miejski w Stargardzie

Błękitni mecze rozgrywają na Stadionie Miejskim w Stargardzie przy ul. Ceglanej 1 w Stargardzie. Dane techniczne obiektu:
- pojemność: 6000 miejsc (2850 siedzących)
- oświetlenie: brak
- wymiary boiska: 105 × 68 m

#### Baza treningowa

##### Boisko nr 2
- Nawierzchnia: sztuczna trawa
- Wielkość: 105 × 68 m
- Trybuna: 500 miejsc siedzących
- Oświetlenie: profesjonalne, 6 masztów o mocy 500 lux

##### Boisko nr 3
- Nawierzchnia: trawa naturalna
- Wielkość: 100 × 65

Zaplecze socjalne obiektu: 7 szatni dla zawodników, 2 szatnie dla sędziów, sala konferencyjna.

## Obecny skład
Stan na sierpień 2022
| Nr | Poz. | Piłkarz              |
| -- | ---- | -------------------- |
| 2  | OB   | Mateusz Ogrodowski   |
| 3  | PO   | Bartosz Nowicki      |
| 5  | PO   | Bartłomiej Zdunek    |
| 6  | OB   | Jakub Sawczak        |
| 7  | OB   | Maciej Liśkiewicz    |
| 8  | PO   | Kacper Friska        |
| 9  | NA   | Damian Niedojad      |
| 10 | PO   | Konrad Prawucki      |
| 11 | PO   | Grzegorz Tarasiewicz |
| 12 | BR   | Konrad Skuza         |
| 14 | OB   | Ariel Wawszczyk      |
| 17 | PO   | Adrian Kwiatkowski   |
| 18 | NA   | Sebastian Ginter     |
| 19 | OB   | Jakub Koczorowski    |

| Nr | Poz. | Piłkarz             |
| -- | ---- | ------------------- |
| 21 | OB   | Jakub Stawski       |
| 24 | PO   | Mikołaj Gabor       |
| 27 | PO   | Oskar Ryk           |
|    | BR   | Daniel Latek        |
|    | BR   | Miłosz Siekacz      |
|    | OB   | Oliwier Kowalik     |
|    | OB   | Oliwer Kliś         |
|    | PO   | Marcin Wawrzyniak   |
|    | PO   | Dominik Lis         |
|    | PO   | Kornel Seniuk       |
|    | PO   | Bartłomiej Makowski |
|    | PO   | Mateusz Jakubowski  |
|    | NA   | Maciej Rodzoch      |

## Sztab Szkoleniowy
Sezon 2022/2023
| Trener                          | Polska | Piotr Rast            |
| Asystent I trenera              | Polska | Jarosław Piskorz      |
| Trener bramkarzy                | Polska | Sławomir Szczeciński  |
| Kierownik drużyny               | Polska | Marcin Sawczak        |
| Fizjoterapeuta                  | Polska | Karol Dziakowicz      |
| Lekarz klubowy                  | Polska | Remigiusz Stamirowski |
| Trener Przygotowania Fizycznego | Polska | Filip Dylik           |

## Trenerzy Błękitnych Stargard
| Lp.    | Imię i Nazwisko       | Okres urzędowania               |
| ------ | --------------------- | ------------------------------- |
| Polska | Tadeusz Świniarski    | 1945–???                        |
|        | Brak danych           | 1946–2001                       |
| Polska | Zbigniew Kozłowski    | 2002–2003                       |
| Polska | Andrzej Wiśniewski    | 2003–2003                       |
| Polska | Jerzy Engel Jr        | 2004–2004                       |
| Polska | Jan Jucha             | 2004–2005                       |
| Polska | Zbigniew Kozłowski    | 2005–2006                       |
| Polska | Zbigniew Gumienny     | 2006–2006                       |
| Polska | Arkadiusz Zając       | 2006–2007                       |
| Polska | Robert Gajda          | 2007–2009 (jako grający trener) |
| Polska | Łukasz Woźniak        | 2009–2012                       |
| Polska | Krzysztof Kapuściński | 2012–2018                       |
| Polska | Jarosław Piskorz      | 2018–2018 (zastępczy trener)    |
| Polska | Adam Topolski         | 2018-2021                       |
| Polska | Tomasz Grzegorczyk    | 2020-2021 (zastępczy trener)    |
| Polska | Jarosław Piskorz      | od 2021 (zastępczy trener)      |
| Polska | Maciej Sayed          | 2021-2022                       |
| Polska | Piotr Rast            | 2022                            |

## Reprezentanci kraju
Poza grą w lidze zdarzyło się w historii, że kilku zawodników byłych i obecnych Błękitnych Stargard miało okazje zagrać w narodowej reprezentacji. Dotychczas byli to reprezentanci Polski. Najbardziej znanym i kojarzonym reprezentantem ze Stargardu jest Wiesław Wraga, który rozegrał mecz w barwach Polski w 1986 przeciwko Korei Północnej(zremisowany wtedy 2-2, z czego Wraga strzelił 1 bramkę). Równie też znanym zawodnikiem, który zakładał koszulkę Błękitnych był Jakub Wawrzyniak, który rozegrał łącznie 49 meczów w barwach narodowych. Oprócz tego w barwach Polski w młodzieżowych grupach i nie tylko grali:
 Arkadiusz Bąk – Polska (13 meczów)
 Grzegorz Szymusik – Polska U-20
 Oskar Nowak – Polska U-19
 Krystian Rybicki – Polska U-17

## Błękitni II Stargard
Oprócz podstawowej drużyny, klub posiada również swoje rezerwy. Drużyna ta jest prowadzona przez parę trenerską Jan Szydłowski oraz Robert Gajda (były piłkarz Błękitnych). Drużyna ta składa się głównie z zawodników, którzy nie mieszczą się do I składu, lub juniorów ściągniętych z drużyn Młodzieżowych (Juniorów Starszych i Młodszych). Obecnie rezerwy Błękitnych grają w IV Lidze Zachodniopomorskiej, co jest ich najlepszym osiągnięciem od czasu założenia 2 drużyny. Ich najlepszym miejscem w tej lidze jest 7. miejsce.